# Landing page
Un landing page, cunoscut și sub numele de “pagină de destinație”, reprezintă o pagină web care este afișată ca răspuns la acțiunea (cunoscută și sub denumirea de microconversie) unui utilizator de a accesa:
- o reclamă
- un hyperlink
- un newsletter
- un rezultat afișat intr-un motor de căutare
- etc.

În mod ideal, această pagină de destinație reprezintă o extensie informațională logică a reclamei, a link-ului accesat, a newsletter-ului, rezultatului din Google și așa mai departe.

## Rolul unui landing page
Landing page-ul are rolul fundamental de a ghida strategic acțiunile utilizatorului pentru a stimula realizarea de unei conversii, fie ea:
- vânzare a unui produs sau serviciu
- abonare
- înscriere la un eveniment
- descărcare a unui document
- etc., în funcție de obiectivul de marketing impus în strategia de marketing online setată inițial.

## Tipuri de landing page
Începând de la pagini de tip “about us”, la “coming soon…”, la “long form sale landing page și chiar până la “404 Page”, există o mulțime de tipuri de landing page, fiecare definind o anumită acțiune care se dorește a fi realizată.
Însă, toate aceste pagini de destinație intră sub umbrela a două tipuri fundamentale:
- Landing page de referință

Un landing page de referință reprezintă o pagină web care prezintă informații relevante pentru utilizator.
Această pagină poate conține imagini, materiale video, diverse combinații dinamice de link-uri și alte elemente.
- Landing page tranzacțional

Un landing page tranzacțional are rolul de a influența acțiunile unui vizitator în direcția luării unei decizii specifice, convenabile marketerului, în principal o tranzacție.
În general, pentru realizarea tranzacției, acest tip de landing page dispune de un formular de completat.
Într-un landing page tranzacțional, scopul este să aduni cât mai multe informații despre vizitator și, în final, să îl transformi în client

## Pașii specifici în construcția unui landing page
1. Definirea obiectivelor
În general, nu este o idee bună să începi un proiect fără să îți setezi foarte clar obiectivele pe care vrei să le atingi în final, iar procesul de construcție a unui landing page nu face abstracție de la această regulă.
Acest prim pas face apel la gândirea ta strategică și îți garantează faptul că următoarele etape se sincronizează pentru a ghida campania de marketing în direcția corectă.
2. Definirea audienței țintă
Discutăm, în principiu, de realizarea unui profil de Buyer Persona, care este denumirea propriu-zisă dată unei reprezentări fictive a clientului ideal; dacă ești antrepenor, te poți raporta la acest Buyer Persona ca la avatarul clientului ideal al afacerii tale.
Realizarea unui Buyer Persona îți oferă toate informațiile necesare pentru a înțelege mai bine potențialii clienți. Astfel, vei ști cum să te adresezi acestora, ce elemente de design să folosești, ce beneficii ale produsului sau serviciului să scoți în față, etc.
3. Wireframing
Wireframing-ul definește un proces minimalist de proiectare a landing page-ului la nivel structural.
Procesul de wireframing este esențial în etapa de UI (User Interface) Design, datorită scopului fundamental pe care îl are, acela de a oferi o idee despre modul în care vor interacționa viitorii vizitatori cu landing page-ul.
Din perspectiva practică, schemele de tip wireframe îți oferă garanția că elementele de conținut, cele grafice și elementele de navigare sunt așezate în poziții corecte.
De asemenea, fiind vorba despre un efort colectiv în crearea unui landing page, wireframing-ul ne ajută să păstrăm o viziune unitară asupra proiectului.
O astfel de schemă de tip wireframe poate fi realizată chiar și pe o coală de hârtie, cu un creion. Astăzi, însă, există o mulțime de instrumente specializate care te pot sprijini în acest proces.
4. User Experience (UX) Design
Procesul de UX Design definește un întreg ecosistem de procese creative și funcționale care gravitează în jurul obiectivului de a oferi o experiență specială și relevantă de navigare pentru utilizatori.
Acest proces implica procese precum:
- proiectarea personalizata a procesului de achiziție
- modalitatea de integrare a produsului în landing page
- inserarea strategică a elementelor de brand, graphic design
- experiența de navigare
- viteza de incarcare
- functionalitate, etc.

5. Copywriting
În ecosistemul construcției unui landing page, acest proces începe, ce obicei, cu o sesiune de planificare strategică în care se stabilesc:
- tone-of-voice-ul informațiilor care vor fi afițate în landing page - raportat la profilul audienței țintă.
- cea mai potrivită formulă de copywriting - AIDA este una dintre cele mai populare formule de copywriting. AIDA este un acronim care punctează etapele prin care trebuie să treacă un potențial client în drumul către conversie, atunci când ajunge pe landing page.

In cazul formulei AIDA, pașii sunt:
- Awareness
- Interest
- Decision
- Action

Fiecare dintre aceste etape este importantă deoarece înglobează structuri de copywriting specifice, construite pentru a amplifica interesul potențialului client și pentru a-i stimula decizia de achiziție.
Pe lângă AIDA, mai sunt și alte formule de copy precum ACCA, AAPPA, PAPA, PAS, etc.
6. Măsurarea rezultatelor
În acest pas, ai la dispoziție o serie de instrumente de măsurare, în funcție de modalitatea în care alegi să construiești landing page-ul.
De pildă, poți construi un landing page dedicat integrat ca pagină nouă în website-ul tău. În acest caz, instrumente precum Google Analytics sau Google Search Console îți pot oferi toate informațiile de care ai nevoie pentru a-ți forma o idee despre modul în care performează landing page-ul.
Pe de altă parte, dacă utilizezi un builder dedicat, specializat în crearea de landing page-uri, șansele sunt mari ca acesta să dispună și de o secțiune de Analiză a datelor întregistrate pe pagina de destinație.
7. Optimizarea
Optimizarea unui landing page reprezintă, în fapt, un set de măsuri ce trebuie luate pentru a crește procentul vizitatorilor care devin clienți, adică, mai direct, creșterea ratei de conversie.
Cum punctul central al atenției este acela de a găsi soluții pentru îmbunătățirea experienței vizitatorilor pe pagină, procesul de optimizare trebuie să se concentreze asupra elementelor care pot face pagina mai atrăgătoare pentru utilizatorii care ajung să interacționeze cu aceasta.
În principiu, procesul Începe cu măsurarea rezultatelor - analiza datelor obținute de instrumentele de măsurare, apoi se reevaluează pașii 1 și 2 - obiectivele și audiența, iar mai apoi se trece la optimizarea pașilor 3, 4 și 5 - wireframing, UX Experience Design și copywriting.
Rezultatul obținut după finalizarea primilor 6 pași mai sus enumerați transformă o simplă pagina de destinație într-un adevărat ecosistem experiențial care adoptă utilizatorul, urmărindu-i pas cu pas comportamentul de navigare și anticipându-i nevoile, în funcție de acest comportament.
Astfel, odată ajuns în etapa de optimizare, toate datele vor fi deja la dispoziția ta și vei ști ce strategii de optimizare să abordezi pentru a-ți îmbunătăți rata de conversie.

## Strategii de optimizare a unui landing page
Există două procedee majore de optimizare a unui landing page:

### 1. Optimizare bazată pe targetare
Acest tip de optimizare prezintă, la rândul lui, 3 metodologii disticte de urmat, și anume:
- Optimizare asociativă

Conținutul landing page-ului este optimizat în funcție de informațiile obținute cu privire la criteriile de căutare ale vizitatorului, informații geografice ale sursei de trafic sau alți parametri generici pe care îi cunoaștem și pe care îi putem folosi fără a realiza în mod necesar o segmentare precisă a audienței.
- Optimizare predictivă

Conținutul paginii este optimizat în urma unui proces de corelare a informațiilor cunoscute despre vizitator, precum date specifice de segmentare legate de comportamentul prealabil de cumpărare, informații demografice sau psihografice, tipare de navigare și alte date, în încercarea de a anticipa acțiunile lui viitoare pe baza unei analize predictive.
- Optimizare orientată către consumator

Conținutul landing page-ului este optimizat pe baza informațiilor relevante obținute din surse publice precum recenzii, evaluări, etichetări, recomandări, etc.

### 2. Optimizare bazata pe experimentare
Acest tip distinct de proces propune 6 metode strategice de optimizare a unui landing page:
- A/B Testing

Cunoscut și sub denumirea de “A/B split testing”, această metodă presupune testarea secvențialp sau paralelă a două sau mai multe versiuni ale aceluiași landing page (fie diferite în totalitate, fie diferite la nivel de elemente grafice sau de text prezente în pagină).
Cea mai abordată metodă de A/B Testing este cea secvențială, care presupune publicarea graduală a versiunilor diferite ale paginilor, pe o perioadă definită de timp.
Pe de altă parte, metoda paralelă presupune publicarea concomitentă a versiunilor de landing page-uri implicate în testare, împarțirea traficului total între cele două pagini și monitorizarea acestuia pentru a determina care dintre pagini obține rezultate mai bune.
- Multivariate testing

Optimizarea multivariată a unui landing page se concentrează pe testarea unor elemente de grafică sau de copy (titlu, culoare de fundal, logo-uri, icon-uri, culoarea butoanelor, design-ul formularului, structura acestuia, etc.) , alternative celor preexistente.
- Total-experience testing

Această metodă, bazată pe experiența utilizatorului, presupune crearea unui set divers de experiențe distincte pentru vizitator, plasate în structura aceluiași landing page și monitorizarea preferințelor vizitatorilor.
În acest caz, funcția de Heat Map reprezintă o soluție eficientă de măsurare a rezultatelor.
- “F-like” layout

“F-like” Layout este un termen care definește unul dintre cele mai abordate comportamente de navigare afișate de către vizitatori, atunci când ajung pe o pagină web. Mai exact, odată ajuns pe o pagină, vizitatorul tinde să scaneze conținutul în felul următor:
sus -> stânga-sus -> apoi scanarea continuă în jos, cu fiecare rând de text sau element grafic prezent pe pagină. Drept urmare, ținând cont de acest habit de navigare, se recomandă plasarea conținutui cu cel mai ridicat potențial de stimulare a unei conversii în partea de sus și stânga-sus a paginii web.
- Message matching

Această metodă de optimizare presupune alinierea simbiotică a mesajului primit de utilizator, înainte de a accesa landing page-ul, cu mesajul primit de acesta deîndată ce ajunge pe landing page. Abordarea acestei metode de optimizare întărește încrederea vizitatorului în decizia pe care a luat-o inițial.
- Design matching

Design matching-ul presupune aceeași acțiune strategică precum cea regasită la metoda prezentată anterior, diferența fiind că, aici, raportarea se face la elementele de design. Abordarea acestei metode de optimizare generează aceeasi reacție din partea vizitatorului precum cea prezentată în strategia de “Message matching”.